# ميك فارمر
ميك فارمر (بالإنجليزية: Mick Farmer)‏ (22 نوفمبر 1944 بليستر في المملكة المتحدة - ) هو لاعب كرة قدم بريطاني في مركز نصف الجناح. لعب مع برمنغهام سيتي وغرانتهام تاون ‏ ولينكولن سيتي أف سي وأرنولد تاون وGNG Oadby Town F.C. ‏ وSkegness Town A.F.C. ‏.

## وصلات خارجية
- ميك فارمر على موقع قاعدة بيانات كرة القدم.إي يو (الإنجليزية)